# Poa calchaquiensis
Poa calchaquiensis là một loài cỏ trong họ hòa thảo, thuộc chi poa.